# 布瓦热罗姆-圣旺
布瓦热罗姆-圣旺（法語：Bois-Jérôme-Saint-Ouen，法語發音：[bwa ʒeʁom sɛ̃.t‿wɛ̃]）是法国厄尔省的一个市镇，位于该省东部，属于莱桑德利区。该市镇于1844年由原市镇布瓦热罗姆（Bois-Jérôme）和沙佩勒圣旺（Chapelle-Saint-Ouen）合并而成。

## 地理
布瓦热罗姆-圣旺（49°6'19"N, 1°32'2"E）面积10.51 平方千米，位于法国诺曼底大区厄尔省，该省份为法国北部内陆省份，北起滨海塞纳省，西接奧恩省和卡爾瓦多斯省，南至厄尔-卢瓦省，东临瓦兹省、瓦兹河谷省和伊夫林省。
与布瓦热罗姆-圣旺接壤的市镇（或旧市镇、城区）包括：加尼、吉韦尔尼、厄贝库尔-阿里库尔。
布瓦热罗姆-圣旺的时区为UTC+01:00、UTC+02:00（夏令时）。

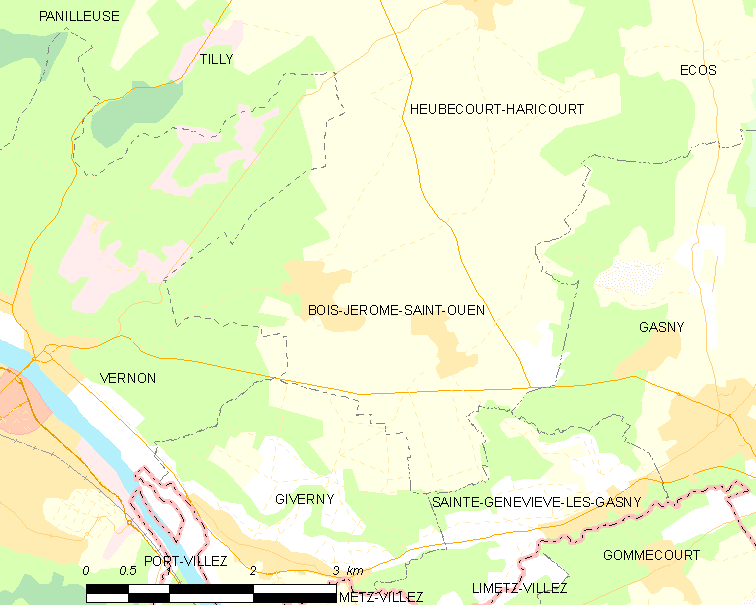
布瓦热罗姆-圣旺的OSM定位图

## 行政
布瓦热罗姆-圣旺的邮政编码为27620，INSEE市镇编码为27072。

## 政治
布瓦热罗姆-圣旺所属的省级选区为莱桑德利县。

## 交通
厄尔省省道D1线、D313线和D648线经过境内。

## 人口

1962-2008年间布瓦热罗姆-圣旺人口变化图示

布瓦热罗姆-圣旺于2022年1月1日时的人口数量为744人。